# Grease (film)
Grease är en amerikansk romantisk komedi-musikalfilm från 1978 i regi av Randal Kleiser. Filmen är baserad på musikalen med samma namn. Den parodierar flera av sina föregångare, i synnerhet West Side Story (1961).
Musiken är en pastisch på rock'n'roll. Huvudrollerna spelas av John Travolta och Olivia Newton-John.
Filmen hade biopremiär i USA den 16 juni 1978. Den hade svensk premiär den 25 september 1978 i 70-mm-kopia på biografen Sergelteatern i Stockholm. Filmen placerade sig på tjugonde plats på listan AFI's Greatest Movie Musicals.

## Handling
Handlingen inleds sommaren 1958. På skolan Rydell High går killgänget The T-Birds, ledda av Danny Zuko (John Travolta), och tjejgänget The Pink Ladies ("de rosa damerna"), ledda av Betty Rizzo (Stockard Channing). När de påbörjar sitt sista år börjar en ny flicka, Sandy (Olivia Newton John), på skolan. Hon har redan lärt känna Danny, då de haft en sommarromans.
Danny hade trott att Sandy sedan skulle börja i en klosterskola i Australien, men hennes föräldrar ändrade sig i sista minuten. Danny har målat upp en bild för sina kompisar om Sandy som en tuff tjej för att imponera, medan Sandy (som tas upp i The Pink Ladies) berättar om honom som en rar och romantisk kille. De är fortsatt intresserade av varandra, men Danny vågar inte visa detta inför sina kompisar utan fortsätter att spela tuff.
Efter ett händelserikt år, då Danny och Sandy åter har gått skilda vägar, är det dags för skolavslutning på Rydell High. Båda har vid det här laget förändrats, Danny har börjat som sprinter i skolans friidrottslag och har bestämt sig för att välja Sandy framför kompisarna. Sandy i sin tur har låtit sig inspireras av de coola tjejerna och har bytt både stil och attityd, från prydlig och oskuldsfull till tuff, med utmanande klädsel.

## Rollista
| John Travolta               | – Daniel Michael "Danny" Zuko, ledare för The T-Birds. |
| Olivia Newton-John          | – Sandra "Sandy" Olsson (även noterad som Olsen). Hon kallas även "Sandra Dee" (en referens till skådespelerskan med samma namn) för sitt uppträdande som fin flicka. |
| Stockard Channing           | – Betty Rizzo, ledarinna för The Pink Ladies. |
| Jeff Conaway                | – Kenickie Murdoch, en T-Bird. |
| Barry Pearl                 | – Anthony "Doody" DelFuego, en T-Bird. |
| Michael Tucci               | – Sonny LaTierri, en T-Bird. |
| Kelly Ward                  | – Roger "Putzie" Jacobs, en T-Bird. |
| Didi Conn                   | – Francesca Alicia "Frenchy" Facciano, en Pink Lady. |
| Jamie Donnelly              | – Janice "Jan" Fellopa, en Pink Lady. |
| Dinah Manoff                | – Martina Helena "Marty" Maraschino, en Pink Lady. |
| Eddie Deezen                | – Eugene Felsnic, klassens nörd. |
| Susan Buckner               | – Patricia "Patty" Simcox, hejarklack-ledarinna. |
| Lorenzo Lamas               | – Thomas "Tom" Chisum, sportfåne. |
| Dennis C. Stewart           | – Leo "Crater-Face" Balmudo, ledare för The Scorpions (ett rivaliserande gäng).                                                                                       |
| Annette Charles             | – Charlene "Cha-Cha" DiGregorio, Leos flickvän. |
| Eve Arden                   | – Greta McGee, kvinnlig rektor. |
| Dody Goodman                | – Blanche Hodel, sekretererska. |
| Sid Caesar                  | – Vince Calhoun, tränare. |
| Alice Ghostley              | – Mrs. Murdock |
| Darrell Zwerling            | – Mr. Lynch |
| Dick Patterson              | – Mr. Rudie |
| Fannie Flagg                | – Sjuksyster Wilkins. |
| Joan Blondell               | – Vi, servitris på The Frosty Palace. |
| Ellen Travolta              | – Servitris |
| Frankie Avalon              | – Teen Angel |
| Edd Byrnes                  | – Vince Fontaine, programledare på KZAZ radio & TV. |
| Johnny Contardo & Sha Na Na | – Johnny Casino and the Gamblers, ett rock'n'roll-band. |

## Om filmen
Grease är det engelska ordet för konsistensfett. Det är även det amerikanska slanguttrycket för brylcreme, vilket var populärt att ha i håret på 1950-talet om man var raggare.
Grease hade tidigare spelats på Broadway. John Travolta spelade där en lite mer naiv rollfigur. Filmen Grease blev mer populär. Där fick båda huvudrollsfigurerna spela ut, speciellt Olivia Newton-John som fick spela både den snälla och den tuffa Sandy.
Vid premiären i USA med uppvisning av skådespelarna bestämde sig Olivia Newton-John (Sandy) att vid första premiären se ut som den blyga, försiktiga Sandy och sedan vid den andra premiären se ut som den hårda och tuffa Sandy.

## Musik i filmen
Filmmusiken släpptes på LP och senare även på CD, och många av låtarna från filmen blev stora hits. Den största hiten blev troligen "You're The One That I Want", som framfördes av John Travolta och Olivia Newton-John. Titellåten "Grease" skrevs och producerades av Barry Gibb och framfördes av Frankie Valli.
1. "Love is a Many-Splendored Thing"
2. "Grease" – Frankie Valli
3. "Alma Mater"
4. "Summer Nights" – Danny, Sandy, Pink Ladies & T-Birds
5. "Rydell Fight Song" – Rydell Marching Band
6. "Look at Me, I'm Sandra Dee" – Rizzo & Pink Ladies
7. "Hopelessly Devoted to You" – Sandy
8. "Greased Lightnin'" – Danny & T-Birds
9. "La Bamba" – Richie Valens
10. "It's Raining on Prom Night"
11. "Whole Lotta Shakin' Goin' On"
12. "Beauty School Dropout" – Teen Angel & Female Angels
13. "Rock n' Roll Party Queen"
14. "Rock n' Roll is Here to Stay" – Johnny Casino and the Gamblers
15. "Those Magic Changes" – Johnny Casino and the Gamblers & Danny
16. "Tears on My Pillow" – Johnny Casino and the Gamblers
17. "Hound Dog" – Johnny Casino and the Gamblers
18. "Born to Hand Jive" – Johnny Casino and the Gamblers
19. "Blue Moon" – Johnny Casino and the Gamblers
20. "Sandy" – Danny
21. "There Are Worse Things I Could Do" – Rizzo
22. "Look at Me, I'm Sandra Dee (Reprise)" – Sandy
23. "Alma Mater Parody" (instrumental)
24. "You're the One That I Want" – Danny, Sandy, Pink Ladies & T-Birds
25. "We Go Together" - ensemblen
26. "Grease (Reprise)"